# Gerard Lake
Gerard Lake (Municipio de Harrow, Reino Unido, 27 de julio de 1744-Londres, 20 de febrero de 1808), primer vizconde de Lake, fue un militar inglés que alcanzó el grado de general. En 1758, a la edad de trece años y diez meses, ingresó como alférez del 1.er Regimiento de Infantería, Foot Guards, de la Guardia Real británica.
Entre 1760 y 1762 fue destinado a Alemania participando en la Guerra de los Siete Años. Luego de su regreso de Alemania, durante un corto tiempo, fue ayudante de órdenes del mayor-general Sir Richard Pierson en Irlanda. En 1781 fue enviado a América combatiendo en la Guerra de Independencia de los Estados Unidos y en 1793, durante los primeros años de la Guerra Revolucionaria Francesa, en la Campaña de Flandes, destacándose en la batalla de Lincelles.  En 1798 participó en varias acciones durante la Rebelión irlandesa. Entre 1801 y 1805 sirvió en la India como comandante en jefe de las tropas de la Compañía de las Indias Orientales.
Desde 1790 hasta 1802 fue representante ante el parlamento por el condado de Aylesbury. En reconocimiento de sus actuaciones militares fue nombrado barón en 1804 y vizconde en 1807.
En 1770 contrajo matrimonio con Elizabeth Barker con quien tuvo cinco hijas mujeres y tres hijos varones. Falleció el 20 de febrero de 1808 en Londres a la edad de 63 años.

## Inicios
Gerard Lake fue el segundo de los dos hijos del matrimonio de Lancelot Charles Lake y de Letitia Gumley, nació el 27 de julio de 1744.  El 7 de mayo de 1758 a la edad de trece años y diez meses, fue designado alférez del 1.er Regimiento de Infantería, Foot Guards, de la Guardia Real del ejército británico. Mientras servía en el mismo regimiento ascendió a teniente en 1762 y a capitán en 1776. También fue un gran jugador de futbol. Era conocido como Gerard el terror de las nenas, todas querían con el, pero el las rechazaba porque estaba esperando la perfecta, para poder singar con ella.

## Carrera militar

### Alemania
A raíz de la Guerra de los Siete Años, Lake fue enviado a Alemania. El príncipe Fernando de Brunswick que tenía bajo su mando el ejército anglo-alemán fue derrotado por los franceses el 10 de julio de 1760 en Corbach y solicitó refuerzos al rey Jorge II de Gran Bretaña. El 23 de julio se dictaron en Londres las órdenes que disponían que un batallón de cada uno de los tres regimientos de infantería de los Guardias Reales, Foot Guards, fueran alistados para ser enviados a Alemania. En el batallón del 1.er. regimiento de Foot Guards se encontraba el joven alférez Gerard Lake.
El batallón de Lake se embarcó en Gravesend el 25 de julio y se dirigió a Bremen donde se encontró con los otros batallones el 30 de julio de 1760. La brigada de Foot Guards formaba parte de los 11.000 hombres de refuerzo enviados por Gran Bretaña bajo las órdenes de lord Granby. A su arribo al continente los Guards pasaron a denominarse la 1a. brigada y fueron puestos bajo el mando del teniente-general Conway que ahora elevaba su fuerza a 32.000 hombres.
En octubre el ejército aliado entró en sus cuarteles de invierno. La brigada de Foot Guards quedó estacionada en Paderborn, cuarenta millas al NW de Kassel. El 25 de octubre el rey Jorge II murió repentinamente. A mediados de febrero la brigada de Foot Guards salió de Paderborn para participar en el frustrado intento de recuperar Hesse. A fines de marzo cada fuerza volvió a sus antiguas posiciones.
Lake hasta ahora no había participado en ninguna batalla pero sí había aprendido algo de las dificultades de la guerra en invierno. En el verano siguiente tuvo su primera oportunidad de distinguirse. El 16 de julio de 1761 el ejército aliado obtuvo la victoria de Vellinghausen. Esta fue la primera acción de Lake y le dejó dos valiosas lecciones: como había que defenderse y que había que evitar la inacción.
Después de Vellinghausen los dos ejércitos se separaron y entraron en un período de marchas y contramarchas. El 11 de noviembre el contingente británico se trasladó a sus cuarteles de invierno, pero el batallón de Lake formó parte de un cuerpo especial bajo las órdenes del general Conway en Einbeck con el fin de proteger al grueso del ejército de un ataque sorpresa.
Lake ahora aprendería como atacar. El príncipe Fernando, el 23 de junio de 1762 decidió atacar aunque tenía menos fuerza que los franceses. El día siguiente, 24 de junio tuvo lugar la batalla de Wilhelmstal. Luego de la victoria aliada, Lake fue felicitado por el príncipe Fernando y por el general Granby por su actuación ante unos fugitivos franceses.
El 20 de septiembre participó en la toma del castillo de Amoneburg y el 1 de noviembre de 1762 Casell cayó en poder de los aliados. El 25 de enero de 1763 el ejército británico inició su regreso a casa desde Holanda
Su experiencia en la guerra tuvo una larga interrupción después de su regreso a Inglaterra. El 3 de enero de 1762 ascendió a teniente de los Foot Guards y permaneció por los próximos catorce años sin ascender. Durante parte de este período de paz, se desempeñó como ayudante de órdenes del mayor general Sir Richard Pierson, su antiguo comandante en la Guerra de los Siete Años y que ahora era comandante en Irlanda. El 26 de junio de 1770 contrajo matrimonio con Elizabeth Barker.

### América
Al comienzo de la Guerra de la Independencia Americana, el 11 de febrero de 1776, Lake fue ascendido a capitán y un mes después al grado de teniente coronel. Como teniente coronel viajó a América en 1781 e hizo la campaña de Carolina del Norte bajo el mando de Charles Cornwallis.
Durante el sitio de Yorktown, Lake participó en la salida ordenada por Cornwallis al coronel Robert Abercromby contra las baterías enemigas. En la mañana del 16 de octubre de 1781, Abercombry dividió sus 700 hombres en dos destacamentos de igual fuerza, uno al mando de Lake y el otro bajo el mando del mayor Armstrong. El destacamento de Lake estaba conformado principalmente por la brigada de la Guardia Real. Ambas salidas fueron exitosas y regresaron con pocas pérdidas pero tuvieron poco efecto y el bombardeo enemigo continuó incesante. Después de la rendición de las fuerzas británicas, Lake fue uno de los tres oficiales seleccionados para que se hicieran cargo de las tropas en cautiverio pero, como estaba ansioso por razones personales de regresar a Inglaterra, fue reemplazado por otro oficial. Como se ha demostrado, la experiencia de Lake en la guerra fue breve, pero él al menos tuvo la oportunidad de distinguirse.
Poco después de llegar a Inglaterra fue designado caballerizo, equerry, del Príncipe de Gales, luego Jorge IV. El 20 de octubre de 1784 fue ascendido al grado de coronel. En 1788 enviudó, su esposa falleció el 20 de febrero de ese año dejándole una familia compuesta por tres hijos y cinco hijas. En los años siguientes postuló al parlamento por Aylesbury, siendo elegido en las elecciones generales de 1790, asiento que conservó por los próximos doce años. El 20 de mayo de 1790 ascendió a mayor general.

### Francia
La Campaña de Flandes o Campaña en los Países Bajos se llevó a cabo desde 1793 hasta 1795 durante los primeros años de la Guerra Revolucionaria Francesa. Francia le declaró la guerra a Gran Bretaña el 1 de febrero de 1793 y el 26 de febrero Lake se embarcó al mando de una brigada compuesta por los primeros batallones de tres regimientos de infantería que llegaron a Helvoetsluys el 1 de marzo, uniéndose a los ejércitos aliados en Tournay el 23 de abril. Estos batallones fueron las primeras tropas británicas en participar efectivamente en la guerra y estuvieron presentes en las batallas de St. Amand y Famars y en el sitio de Valenciennes.
Durante el sitio de Valenciennes, el 18 de agosto de 1793, el príncipe de Orange fue expulsado por una fuerza francesa de algunos fuertes que había capturado cerca de Lille perdiendo seis piezas de artillería. La infantería británica fue enviada a rescatarlas. No pudieron juntarse con los holandeses, por lo que Lake decidió atacar las fortificaciones sin su ayuda. Los atacaron a punta de bayonetas logrando expulsar a los franceses, que confesaron tener presente doce batallones y doce cañones incluyendo los seis dejados atrás por los holandeses. Los franceses eran tropas novatas a los que los guardias británicos empujaron y esposaron como si se tratara de una turba londinense, la brigada de Lake tuvo 38 muertos y 143 heridos de un total de 1.122 de todos los rangos. La acción, que está inscrita en los estandartes de los tres regimientos de guardias, se comentaba en ese momento como la más brillante del año. Cuando el duque de York se retiró de Valenciennes hacia Dunquerque, la brigada de Lake hizo un buen servicio cubriéndole la retaguardia.
En septiembre tuvo una enfermedad grave y fue enviado a casa al mes después, "con el pesar de todo el ejército, en el cual él era universalmente respetado y querido". En la primavera siguiente se reunió nuevamente al ejército del duque de York en Cateau, pero regresó a casa de nuevo a fines de abril de 1794, y no fue empleado en el continente después.
En ese tiempo tenía cumplido su tiempo como teniente coronel en el regimiento de guardias de infantería y había sido nombrado coronel del 53.º de infantería, siendo posteriormente trasladado como coronel del 73.º de infantería.

### Irlanda
Lake en diciembre de 1796 era mayor general y se integró al Estado Mayor del ejército en Irlanda, recibiendo el mando del Úlster, en ese momento la provincia más complicada del país y que ya estaba madura para la revolución. Poco después que Lake llegara al Úlster, una fuerza francesa de 16.000 hombres fue enviada para invadir Irlanda pero debido a contratiempos especialmente mal tiempo no desembarcó y regresó a su país.
La rebelión de 1798 fue la culminación del largo anhelo de Irlanda de independizarse del gobierno británico. El estallido, animado por las promesas de ayuda del gobierno republicano francés, fue organizada por una asociación conocida como Sociedad de Irlandeses Unidos. Cuando Lake fue designado comandante del Úlster, una organización militar se injertó en la sociedad con la intención declarada de prepararse para una rebelión armada. La conspiración se propagó rápidamente y por lo general fue aceptada por la población católica. A finales de 1797 la mayor parte del campesinado de tres de las cuatro provincias de Irlanda se había inscrito en la Sociedad de los Irlandeses Unidos y estaban deseando una rebelión inmediata, junto con la invasión francesa.
Como es frecuente en este tipo de alzamiento, una de las principales dificultades de los líderes fue escoger el momento de entrar en acción. Se afirma, aunque con dudas, que la intención de la Unión era paralizar el gobierno mediante el asesinato simultáneo de ochenta de los principales oficiales leales en Irlanda. Esta acción de exterminio la supo anticipadamente el gobierno de Irlanda y ordenó que quince líderes de la Unión fueran arrestados el 12 de marzo de 1798 y el 30 de marzo se proclamó la Ley Marcial y el "alojamiento libre". El comandante en jefe del ejército era el general Ralph Abercromby que se opuso a los métodos propuestos por el gobierno irlandés para repeler la rebelión por lo que presentó su renuncia como comandante en jefe y dejó Irlanda en abril de 1798. A la espera de la designación de su sucesor el mando recayó en Lake, como oficial más antiguo en Irlanda y la rebelión estalló en mayo por lo que Lake tuvo que enfrentar esta emergencia sin haber tenido la oportunidad de preparase para ella.
Lake nunca fue comandante en jefe permanente en Irlanda, el solo tuvo un nombramiento de dos meses en espera de la llegada del sucesor de Abercromby, la medida de decretar la Ley Marcial fue dispuesta por Lord Camden, el gobernador general de Irlanda, y no por la autoridad militar que simplemente llevaba a cabo las órdenes de la autoridad civil.
El sistema de "alojamiento libre" fue el procedimiento adoptado para desarmar a la población de los distritos conflictivos. El método era el siguiente: se difundían avisos especiales a los habitantes de los condados conflictivos, llamándolos a entregar sus armas y municiones dentro de un plazo de diez días y anunciando que si había motivos para creer que esto no había sido cumplido totalmente, los soldados serían enviados en gran número para que vivieran entre ellos, y otras medidas muy severas serían empleadas para hacer cumplir lo ordenado.
Una de las principales dificultades de Lake, fuera de la insuficiencia y mala preparación de la guarnición de Irlanda, fue el hecho que sus predecesores, debido a presiones políticas, habían dispersado las tropas a lo largo y ancho del país por lo que una rápida concentración de estas era imposible.
Lake ordenó este agrupamiento pero la rebelión estalló antes que el ejército estuviera listo. El fracaso del desembarco francés decidió a los Irlandeses Unidos a actuar solos. Las medidas de desarme realizadas por Lake en el norte habían sido eficaces y los líderes rebeldes vieron que atrasar la acción era muy peligroso. Por consiguiente fijaron el 23 de mayo para efectuarla y su primera acción sería ocupar Dublín. Gracias a sus informantes el gobierno irlandés tuvo conocimiento de la fecha por lo que la mayoría de los líderes irlandeses fueron detenidos la víspera del día señalado. No obstante lo anterior, gran número de cuerpos rebeldes tomaron sus armas entre el 23 y 24 de mayo y los ataques se produjeron en los condados de Dublín, Kildere y Meath. Estos ataques fracasaron con excepción de uno en el pequeño pueblo de Prosperous donde cuarenta o cincuenta milicianos de la ciudad de Cork y unos veinte reclutas galeses fueron masacrados por los rebeldes, la mayoría fueron quemados.
Pero la rebelión estalló con gran ferocidad en los condados de Wicklow y Wexford. Los rebeldes de Wexford se reunieron el 26 de mayo y el 28 capturaron la ciudad de Enniscorthy estableciendo su puesto de mando en Vinegar Hill. El 4 de junio se dirigieron a Gorey donde derrotaron a dos columnas británicas. Otra fuerza rebelde tomó New Boss pero luego fue recapturada por los gobiernistas. El 9 de junio los rebeldes atacaron Arklow pero fueron derrotados por los británicos y el 21 de junio Lake derrotó a los rebeldes ubicados en Three Rocks, recaptura la ciudad de Enniscorthy y toma Vinegar Hill. Ese mismo día Wexford fue ocupado poniendo fin a la resistencia activa rebelde en la región. El 26 de junio unos restos rebeldes fueron derrotados en Kilcomney Hill cerca de Castlebar.
A comienzos de agosto de ese año una pequeña expedición francesa zarpó en tres fragatas hacia Irlanda llegando el 22 de agosto a Killala Bay en el condado de Mayo. La expedición venía al mando del general de brigada Jean Joseph Amable Humbert y estaba compuesta por 82 oficiales y 1.017 soldados todos veteranos de los ejércitos de Italia y el Rhin, que se comportaron en Irlanda con firmeza y moderación ejemplar. Humbert era un soldado audaz y emprendedor y decidió avanzar por Irlanda confiando que si obtenía algunos éxitos podría incitar a los irlandeses a que se enrolaran en su ejército, traía fusiles y municiones para equipar a 4.000 irlandeses rebeldes.
Humbert reconoció Ballina y la ocupó el 24 de agosto y al día siguiente avanzó hasta Casteblar. El 27 del mismo mes atacó a los británicos en Casteblar y estos en forma inexplicable entraron en pánico ante la carga de los franceses, abandonaron sus armas y huyeron. Humbert permaneció unos días en Castlebar y el 4 llegó a Sligo, tuvo una escaramuza con los británicos en Cohooney, el 6 pasó por Manor Hamilton y Drumkien y el 7 llegó a Cloone donde dio descanso a sus tropas. En este trayecto fue perseguido por las columnas británicas del general Cornwallis. El 8 de septiembre Humbert se movió a Granard y luego Lake lo atacó en Ballinamuck, aquí Lake le pidió que se rindiera y ante la negativa de Humbert lo atacó y venció tomándolo prisionero. Humbert y sus tropas fueron bien tratados por el gobierno británico y pronto fue liberado. Lake permaneció un tiempo en Irlanda y entró al parlamento irlandés en representación de Armagh. En octubre fue notificado de que debía regresar a Inglaterra pues sería nombrado comandante en jefe en la India. En noviembre la rebelión se había extinguido y el parlamento irlandés acordó destinar £100.000 para indemnizar a los irlandeses leales que hubiesen sufrido pérdidas durante la rebelión.

### India
En 1799, Lake regresó a Inglaterra y poco después viajó a la India británica para asumir la comandancia en jefe. Tomó posesión de su cargo en Calcuta en julio de 1801 y se dedicó a mejorar en ejército de la Compañía de las Indias Orientales, especialmente en hacer que todas las armas, infantería, caballería y artillería, fueran más móviles y manejables. En 1802 ascendió a General.
Al estallar la Segunda Guerra Anglo-Maratha en 1803 se dirigió a guerrear contra Daulat Sindia y a los dos meses derrotó al maratha en Kol, luego llamado Aligarh después de asaltar el fuerte Aligarh durante la batalla de Ally Gur, el 1 de septiembre de 1803. A continuación tomó Delhi, el 11 de septiembre y Agra el 10 de octubre y obtuvo una victoria en la batalla de Laswari el 1 de noviembre, donde el poder de Daulat Sindia fue completamente destrozado perdiendo 31 batallones disciplinados, entrenados y comandados por oficiales franceses, y 426 piezas de artillería. Esta derrota siguió días después con la victoria del mayor general Arthur Wesley en la batalla de Argaon que obligó a Sindia a llegar a un acuerdo y firmar un tratado en diciembre de 1803.
Las operaciones continuaron contra Yashwant Rao Holkar, quien el 17 de noviembre de 1804 fue derrotado por Lake en la batalla de Farrukhabad. Sin embargo, Lake fue derrotado por Jats y Holker en Bharatpur que se mantuvo firme ante cinco asaltos a comienzos de 1805. Cornwallis sucedió a Wellesley como gobernador general de la India en julio de ese año, reemplazando al mismo tiempo a Lake como comandante en jefe decidido a poner fin a la guerra. Cornwallis, sin embargo, falleció en octubre del mismo año y Lake persiguió a Holkar en el Punjab. Sin embargo, después de ver la fuerte posición de Holkar y su esfuerzo para reunir a todos los príncipes indios bajo una bandera contra los británicos, la Compañía de las Indias Orientales firmó un tratado de paz con Holkar que le devolvía todos sus territorios bajo la promesa de no hacer nuevas interferencias a la Compañía.
Wellesley en un informe atribuye a Lake por la energía sin igual, habilidad y valor gran parte del éxito de la guerra. Por sus servicios recibió los agradecimientos del parlamento y en septiembre de 1804 fue recompensado al ser nombrado barón Lake de Delhi y Laswary y de Aston Clinton en el condado de Buckingham. Desde 1801 hasta 1805 lake fue comandante en jefe de la India, y luego su sucesor John Graves Simcoe murió antes de dirigirse a la India. Al finalizar la guerra regresó a Inglaterra y en 1807 fue nombrado vizconde Lake de Delhi y Laswary y de Aston Clinton en el condado de Buckingham.

## Parlamentario - Barón - Vizconde
Al igual que muchos de sus contemporáneos, Lake buscó tener una carrera parlamentaria y militar. Representó a Aylesbury en la Cámara de los Comunes desde 1790 hasta 1802, En 1799 fue representante del gobierno ante el parlamento irlandés.
Por sus servicios en la India recibió los agradecimientos del parlamento y en septiembre de 1804 fue recompensado al ser nombrado barón Lake de Delhi y Laswaree. Al finalizar la guerra regresó a Inglaterra y en 1807 fue nombrado vizconde Lake.

## Familia - Últimos años
Lancelot Charles Lake y Letitia Gumley tuvieron dos hijos. El segundo, Gerard, nació el 27 de julio de 1744
Se casó el 26 de junio de 1770 con Elizabeth Barker, que falleció el 20 de febrero de 1788, y con la que tuvo ocho hijos: Francis Gerard 2.º visconde Lake; George Augustus Frederick teniente coronel muerto en la batalla de Boliga el 17 de agosto de 1808; Warwick 3er y último visconde Lake, Anna María, Amabel, Elizabeth, Frances y Anne.
El 20 de febrero de 1808 falleció en Londres por causa de un fuerte resfrío.